# Obeidia minima
Obeidia minima là một loài bướm đêm trong họ Geometridae.